# Castillo de Sisamón
El castillo de Sisamón es un castillo medieval situado en el municipio zaragozano de Sisamón.

## Historia
La aldea de Sisamón inicialmente estaba incluida dentro del Señorío de Molina que fue durante algún tiempo señorío independiente de los reinos de Aragón y de Castilla. En 1321 Molina se incorporó definitivamente al Reino de Castilla y Sisamón, quedó incorporado al reino de Aragón, pero eso si, no sin recelos por parte de Castilla, ya que en aquel entonces, toda la frontera, desde Tarazona hasta Torralba de los Frailes estaba tremendamente disputada y sufría cambios continuos. 
En el siglo XIV durante la guerra de los Dos Pedros se tiene por primera vez conocimiento del Castillo. Se sabe que en esas fechas pertenecía al reino de Aragón y que ante la inminencia de la guerra con Castilla se reforzó la guarnición. Al comienzo de la guerra 1356 era teniente del castillo Rodrigo González de Ayoza, con derecho a 2000 libras jaquesas sobre las rentas reales para sufragar los gastos de la fortificación y la defensa de la entrada al valle del Jalón. El castillo sufrió la guerra, siendo puesto a sitio por las tropas castellanas en 1357.
Al poco tiempo Pedro IV de Aragón encomendó el castillo y la localidad homónima a Sancho González de Heredia. Este estaba casado con Donosa Fernández de Heredia, hermana de los poderosos Blasco Fernández de Heredia (justicia de Aragón) y Juan Fernández de Heredia (gran maestre de la Orden del Hospital). Con ello el castillo pasó a ser la base patrimonial de una tercera rama de la familia Fernández de Heredia. En el siglo XV pese a la paz con los castellanos, no cesaron las luchas en la comarca ya que los Liñán, señores de Cetina se enfrentaron a dichos Fernández de Heredia. Jerónimo Zurita registra un duelo que requiere la intervención regia en 1452 entre el señor de Sisamón, Juan Fernández de Heredia y el de Cetina, Alfonso de Liñán. Los conflictos armados nobiliarios mantuvieron el uso militar del castillo hasta la boda el 10 de marzo de 1509 de Juan Fernández de Heredia, señor de Sisamón, con Jerónima de Liñan, hija y heredera del señor de Cetina y Contamina Miguel de Liñán. Dicho matrimonio causó la unión de ambas casas, pacificó la comarca y sentó las bases del futuro condado de Contamina.

## Descripción
El castillo está en ruinas avanzadas, si bien siguen en pie dos de los muros almenados que conformaban la mitad de la torre principal del castillo. Conserva parte del camino de ronda, el escudo heráldico de los Fernández de Heredia en uno de los muros así como una sala subterránea que pudiera haberse dedicado a almacén. También se pueden observan restos de un muro perimetral que servía de defensa avanzada.